# I Believe in You (Je crois en toi)
«I Believe in You (Je crois en toi)» (en español: «Creo en ti») es un dúo entre Il Divo y Céline Dion, publicado en el disco de Dion  On ne change pas  y en el disco de Il Divo Ancora.
La canción fue compuesta por Jörgen Elofsson, David Kreuger y Per Magnusson.
El 23 de enero de 2006 «I Believe in You» fue lanzado solo en los Estados Unidos. El 1 de mayo de 2006 fue lanzado en Francia, Suiza y días más tarde en Canadá.
La canción es interpretada en inglés y en francés. Luc Plamondon escribió letras francesas para la canción.
Céline Dion e Il Divo promovieron «I Believe in You» en varios espectáculos televisivos franceses a finales de 2005. Durante los conciertos, David Miller interpretó las partes de la canción de Dion.
Ostentó el top chart en el número 30 en Francia y número 35 en Suiza. En los EE. UU. logró el número 31 en la Hot Adult Contemporary Tracks Sorprendentemente, casi tres años después del lanzamiento del sencillo, alcanzó el puesto número #8 en la lista de sencillos portuguesa según la revista Billboard. 
El dueto también se publicó en el disco «Voices from the FIFA World Cup» de 2006.
Existen tres versiones diferentes registradas de «I Believe in You» de Il Divo con Céline. Dos versiones de ellas publicadas en los álbumes «Ancora» y «On Ne Change Pas» de 2005 de Céline. La diferencia se halla en que la estrofa "algún día te encontraré" que es cantada por un miembro diferente de Il Divo en cada álbum: en «On Ne Change Pas», la estrofa es cantada por Urs y en «Ancora» es cantado por Carlos. La tercera versión oficial no publicada en ningún álbum es íntegramente en inglés.

## Recepción crítica
El hecho que Il Divo interpretase una canción con Celine, fue fuertemente criticado, ya que James Christopher Mónger, máganer de All Music, escribió "Ellos adulan a Celine Dion - ella que apenas puede contener su propia voz".

## Formatos y listados de pista
CD europeo solo/digital solo
1. «I Believe in You» (Je crois en toi) (Celine Dion y Il Divo) @– 4:01
2. «Hasta Mi Final» (Il Divo) @– 3:36

## Posicionamiento
| Listas (2006)               | Posición |
| --------------------------- | -------- |
| Francia (SNEP)              | 30       |
| Suiza (Schweizer Hitparade) | 35       |